# 赵大程
赵大程（1960年2月—），河北省南宫县人。中华人民共和国政治人物。
毕业于中国政法大学法律系毕业，中共中央党校在职研究生毕业。后进入司法部，历任办公厅主任，律师公证指导司司长。2006年4月，任中华人民共和国司法部副部长。2018年1月，当选第十三届全国政协委员。